# Gucci Mane
Radric Davis (Bessemer (Alabama), 12 februari 1980), beter bekend onder zijn artiestennaam Gucci Mane, is een Amerikaanse rapper en producer. Hij wordt beschouwd als een van de pioniers van de trapmuziek afkomstig uit Atlanta.
Hij debuteerde in 2005 met Trap House, gevolgd door Hard to Kill in 2006, Trap-A-Thon en Back to the Trap House in 2007. In 2009 werd zijn zesde studio-album The State vs. Radric Davis uitgebracht. The Appeal: Georgia's Most Wanted werd uitgebracht in 2010. Gucci Mane heeft ook vele andere mixtapes en onafhankelijke albums uitgebracht. 
Terwijl hij een gevangenisstraf van zes maanden diende wegens mishandeling in eind 2005, werd Davis beschuldigd van moord, maar de aanklacht werd later ingetrokken wegens gebrek aan bewijs. In 2009 diende hij een jaar lang gevangenisstraf voor het schenden van proeftijd uit 2005.

## Discografie

### Albums
- 2005: Trap House
- 2006: Hard to Kill
- 2007: Trap-A-Thon
- 2007: Back to the Trap House
- 2009: Murder Was the Case
- 2009: The State vs. Radric Davis
- 2010: The Appeal: Georgia's Most Wanted
- 2011: The Return of Mr. Zone 6
- 2016: Everybody Looking
- 2016: The Return of East Atlanta Santa
- 2017: Mr. Davis
- 2018: Evil Genius
- 2019: Delusions of Grandeur
- 2019: Woptober II

### Singles
| Single met eventuele hitnotering(en) in de Nederlandse Top 40 | Datum van verschijnen | Datum van binnenkomst | Hoogste positie | Aantal weken | Opmerkingen                                    |
| ------------------------------------------------------------- | --------------------- | --------------------- | --------------- | ------------ | ---------------------------------------------- |
| Black beatles                                                 | 2016                  | 26-11-2016            | 13              | 8            | met Rae Sremmurd                               |
| Down                                                          | 2017                  | 10-06-2017            | tip16           | -            | met Fifth Harmony                              |
| Fetish                                                        | 2017                  | 22-07-2017            | tip8            | -            | met Selena Gomez / Nr. 49 in de Single Top 100 |
| Boom                                                          | 2018                  | 03-02-2018            | tip2            | -            | met Tiësto & Sevenn                            |
| Cool                                                          | 2018                  | 03-03-2018            | tip14           | -            | met Felix Jaehn & Marc E. Bassy                |
| All I need                                                    | 2018                  | 12-05-2018            | tip12           | -            | met Dimitri Vegas & Like Mike                  |
| Wake up in the sky                                            | 2018                  | 29-09-2018            | tip24*          |              | met Bruno Mars & Kodak Black                   |

- Biblioteca Nacional de España: XX6566627
- Bibliothèque nationale de France: cb161687306 (data)
- Gemeinsame Normdatei: 14123363X
- International Standard Name Identifier: 0000 0000 7851 2111
- Library of Congress Control Number: no2007029593
- MusicBrainz: 36494952-f434-45d8-a958-8b4acdbcf8a8
- Nederlandse Thesaurus van Auteursnamen: 416153895
- Istituto Centrale per il Catalogo Unico: DDSV200729
- Système universitaire de documentation: 160746744
- Virtual International Authority File: 56385062
- WorldCat: E39PBJcWqR49CXmDXpqV8bYgKd